# 華嚴三聖

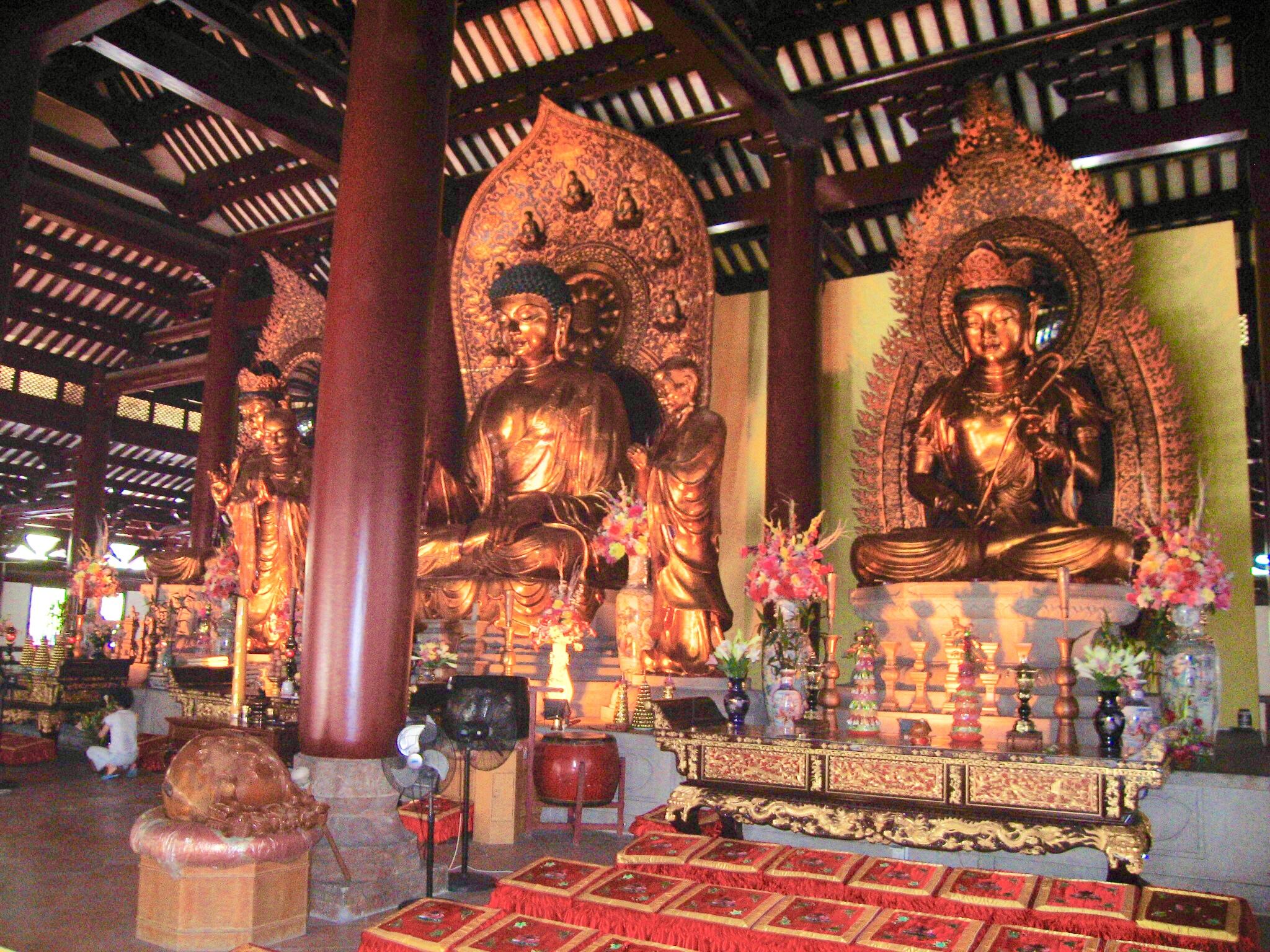
广州光孝寺的华严三圣像

華嚴三聖，又稱釋迦三尊，指佛教《華嚴經》中華藏世界的三位佛、菩薩。中尊為法身毗盧遮那佛（密宗大日如來）或釋迦牟尼佛（毗盧遮那佛在娑婆世界的應身），左脅侍是以智慧聞名的文殊菩薩，右脅侍是以大行（指發大誓願、積大功德）聞名的普賢菩薩。
關於三聖之間關係，唐代李通玄、清涼澄觀認為佛是果，是一切德之總體；兩位菩薩則為因，是佛之別德。二菩薩中普賢表示所信之法界、修行所證之法界真理，文殊則表示對真理之理解、證得真理之大智，兩法門各各圓融、能所不二，則能成佛果，三聖融為一體。若欲依華嚴經修持者，須觀察、繫念眾生之心念即為如來藏，其理為毘盧遮那佛，空如來藏（脫離一切煩惱）一面為普賢，不空如來藏（如來藏具足無量佛法且與其不離、不脫、不異）一面則為文殊，「心、佛、眾生」三法並無差別，所證之「理、證、智」也不離心。